# Hjo stadsförsamling
Hjo stadsförsamling var en församling  i Skara stift i nuvarande Hjo kommun. Församlingen uppgick 1989 i Hjo församling.

## Administrativ historik
Församlingen bildades omkring år 1600 genom en delning ur Hjo församling.
Församlingen var till 1 maj 1873 annexförsamling i pastoratet Fågelås, Hjo stadsförsamling och Hjo landsförsamling som mellan 1626 och 1629 även omfattade Brandstorps församling. Från 1 maj 1873 till 1989 bildade de två uppdelade församlingarna ett pastorat som från 1962 även omfattade Grevbäcks församling och från 1974 Mofalla församling.

## Organister
| Period    | Namn                                          | Levnadstid | Övrigt    |
| --------- | --------------------------------------------- | ---------- | --------- |
| 1799–1807 | Per Uhrberg (Urberg)                          | 1753–1809  | Organist  |
| 1811–1818 | Nils Sandberg                                 | 1776–1818  | Organist  |
| 1819–1843 | Anders Moberg                                 | 1780–1843  | Organist  |
| 1844–1847 | Gustav Adolf Holmberg                         | 1819–1853  | Organist  |
| 1847–1851 | Karl Magnus Lindholm                          | 1847–1851  | Organist  |
| 1851–1859 | Anders Johan Hagström                         | 1821–1894  | Organist  |
| 1963–1964 | Asta Solveig Ulrika Ahlqvist (född Håkansson) | 1912–      | Organist. |